# Vriendschapsarmband

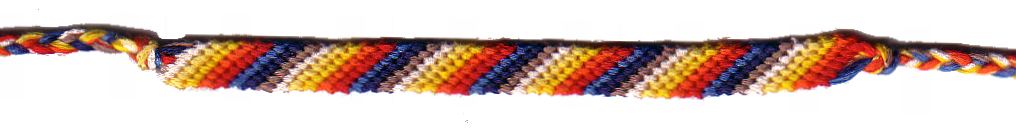
Een eenvoudige versie van een vriendschapsarmband

Een vriendschapsarmband (ook wel vriendschapsbandje genoemd) is een veelal gehaakt, gevlochten of geknoopt armbandje. Varianten met kraaltjes zijn ook mogelijk. Vriendschapsarmbandjes worden zo genoemd omdat ze vaak als cadeau aan een vriendin of vriend worden gegeven ter benadrukking van de vriendschap. In de westerse samenleving ziet men de bandjes meestal bij een jeugdig publiek. De oorsprong van de bandjes is Zuid-Amerikaans, in de jaren 60 en 70 van de twintigste eeuw werden de bandjes vooral door hippies en leden van de surfgemeenschap gedragen. Inmiddels is het een wereldwijd fenomeen.
Vriendschapsarmbandjes worden soms door straatverkopers op een bedenkelijke manier aan de man gebracht door ze ongevraagd bij toerist om te knopen en vervolgens een fors bedrag voor het bandje te vragen. Soms wordt de toerist overgehaald met de belofte dat het gratis is of voor een kleine prijs, waarna achteraf ineens toch (fors meer) moet worden betaald. De toerist voelt zich min of meer verplicht te betalen omdat het bandje al bij hem is omgedaan, bovendien wordt de verkoper soms eventueel in samenwerking met kornuiten agressief. De meest effectieve manier om deze manier van straatoplichting te voorkomen dan wel de kop in te drukken is het bandje te weigeren of als het al is omgedaan te eisen dat de verkoper het weer afdoet omdat men er niet om heeft gevraagd. Eventueel kan men (dreigen met) de politie erbij (te) halen.